# Gaceta Oficial de la República Italiana
La Gazzetta Ufficiale della Repubblica Italiana (literal Gazeta Oficial de la República Italiana) es el diario oficial del Estado Italiano desde 1797. Publica la legislación general del estado y es una herramienta de difusión, información y formalización de la legislación, los actos públicos y privados de la nación italiana.

## Historia
Históricamente, el diario oficial italiano deriva de la Gazzetta Piemontese, el diario oficial del Reino de Cerdeña desde el 2 de agosto de 1814 al 31 de diciembre de 1859. La primera Gazzetta Piemontese se publicó entre 1797 y 1800, siendo suspendida su edición durante el periodo napoleónico. Su publicación se retomó con la Restauración, y a partir del año 1848 el subtítulo mostraba textualmente Giornale Ufficiale del Regno (Boletín Oficial del Reino).
El 4 de enero de 1860, la Gazzetta Piemontese cambió el nombre a Gazzetta Ufficiale del Regno d'Italia, transformándose en la actual Gazzetta Ufficiale della Repubblica Italiana tras el referéndum institucional del 2 de junio de 1946. A partir del 17 de marzo de 1862 la Gazzeta Ufficiale del Regno d'Italia llevó el subtítulo de Giornale Ufficiale del Regno d'Italia. El carácter exclusivo de «diario oficial» se inició a partir de 1884, pues con anterioridad a esta fecha la Gazeta Oficial podía también llevar noticias de interés o crónicas literarias o artísticas.
La Gazeta Oficial de la República Italiana es una publicación del Istituto Poligrafico e Zecca dello Stato del Estado Italiano, dependiente del Ministerio de Hacienda. Hasta diciembre de 2012, la consulta de la Gazeta Oficial en internet con acceso libre solo era permitida durante los sesenta días siguientes a la aparición. Con anterioridad a esos plazos, solo se podía acceder mediante pago, hecho que fue duramente criticado. Finalmente, a partir del 1 de enero de 2013, la consulta de la Gazeta en internet es gratuita.